# Psychotria domatiata
Psychotria domatiata là một loài thực vật có hoa trong họ Thiến thảo. Loài này được C.D.Adams miêu tả khoa học đầu tiên năm 1971.